# Petrus de Dacia
Petrus de Dacia (nacido aproximadamente en 1235 en Gotland, pequeña isla de Suecia ubicada en el mar Báltico, y muerto en 1289 en Visby, ciudad sobre la misma isla sueca) fue un fraile dominico sueco.

## Biografía
Petrus de Dacia vivió en el siglo XIII. Estudió primeramente en Colonia (de 1266 a 1269), después en París con Tomás de Aquino (de 1269 a 1270). Desde 1271 enseñó en el convento dominico de Skänninge (Suecia) y fue nombrado en 1280 como prior del convento de Visby, donde murió.
Fue célebre por su correspondencia mística con la religiosa italiana Christine de Stommeln (1242–1312), que fue la primera mujer que sufrió estigmas. Muerta en 1312 y celebrada como santa cada 6 de noviembre, sus reliquias son objeto de devoción. El relato de esta singular pasión mística, ca una leyenda conocido bajo el título Vida de la virgen bendecida por Cristo Christine.
La religiosa y santa dominica Ingrid Elofsdotter fue discípula de Petrus de Dacia.